# Patrick Carney

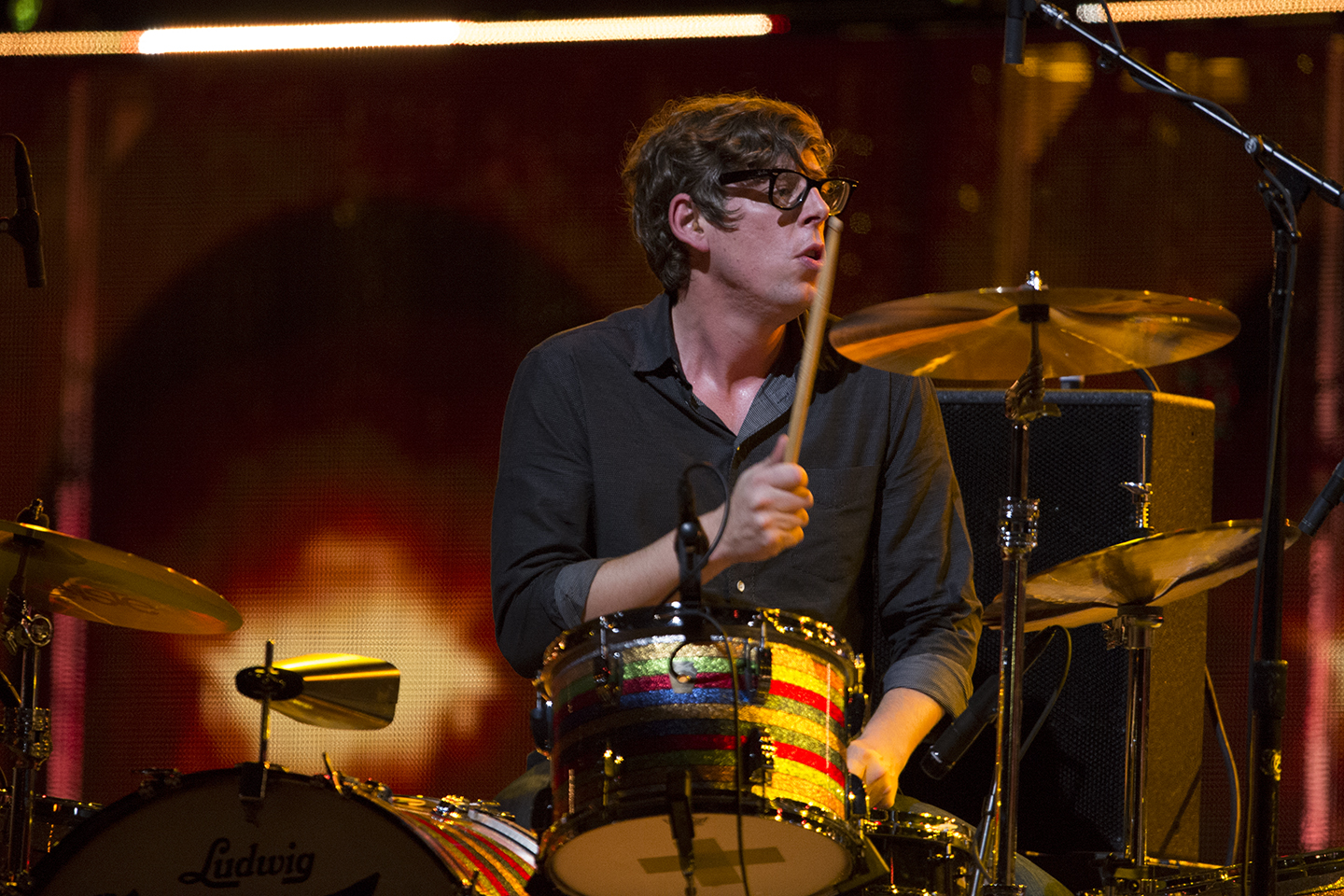
Patrick Carney (2014)

Patrick J. Carney (15 april, 1980) is een Amerikaans muzikant. Hij is vooral bekend als de drummer van The Black Keys, een bluesrockband uit Akron, Ohio.  Naast The Black Keys maakt Carney deel uit van een zijproject, Drummer genaamd.

## Muzikale carrière

### The Black Keys
In 2001 richtte Carney samen met Dan Auerbach (gitaar en zang) The Black Keys op. Minder dan een jaar later brachten ze hun eerste album uit; The Big Come Up. Hierop volgde het album Thickfreakness uit 2003 en in 2004 volgde Rubber Factory. Het vierde album van de band, Magic Potion, kwam uit in 2006. Het eerste album met lovende recensies werd in 2008 Attack and Release het vijfde album van de band. In 2010 volgde het album Brothers en in 2011 volgde El Camino. Het achtste album van de band is Turn Blue en werd in 2014 uitgebracht. Daarna volgde in 2019 Let's Rock en het tiende en laatste album in 2021 Delta Kream.

### Drummer
Toen Dan Auerbach in 2009 op solo tournee was, besloot Carney een nieuwe band op te richten, die de naam Drummer kreeg. In deze band speelt Carney basgitaar. De band bestaat volledig uit muzikanten die in het heden of in het verleden drummer zijn, of zijn geweest. In datzelfde jaar bracht Drummer zijn debuutalbum uit, Feel Good Together.

## Discografie
The Black Keys
- The Big Come Up (2002)
- Thickfreakness (2003)
- Rubber Factory (2004)
- Magic Potion (2006)
- Attack & Release (2008)
- Brothers (2010)
- El Camino (2011)
- Turn Blue (2014)

Drummer
- Feel Good Together (2009)

- International Standard Name Identifier: 0000 0004 5781 0012
- Library of Congress Control Number: no2016032335
- MusicBrainz: 49619623-d031-4cec-8893-c2025ab45256
- Virtual International Authority File: 35149365873885600212
- WorldCat: E39PBJhMkYhmYDdxkVBdfkQcyd